# Giancarlo Sarti
Giancarlo Sarti (Pontremoli, 22 aprile 1936 – Milano, 21 luglio 2022) è stato un cestista e dirigente sportivo italiano.

## Carriera da giocatore
Terminate le giovanili, ha calcato per vent'anni i parquet della serie A con le maglie di Pallacanestro Livorno, Fortitudo Bologna, Pallacanestro Cantù dove rimase per otto stagioni da giocatore e A.P.U. Udine, dove arrivò nel 1967 contribuendo al raggiungimento della prima storica promozione udinese dalla Serie B alla Serie A. A queste parentesi vanno inoltre aggiunte anche le dodici presenze nella nazionale maggiore. Terminò l'attività agonistica a 35 anni, nel 1971.

## Carriera da dirigente

Sarti, a sinistra, a Caserta insieme al presidente Gianfranco Maggiò e al tecnico Franco Marcelletti

Dopo il ritiro, avvenuto nel 1971, intraprese la carriera di general manager, divenendo ben presto uno dei più famosi d'Italia. Cominciò proprio con Udine, la sua ultima squadra da giocatore, ricoprendo l'incarico per ben otto stagioni. Nel 1980 passò alla Juvecaserta, dove contribuì alla creazione del vivaio da cui uscirono Nando Gentile e Vincenzo Esposito. A Caserta conquistò la promozione dall'A2 all'A1 nel 1983, una finale di Coppa Italia nel 1984, persa contro la Virtus Bologna a Bologna e la storica finale di Coppa Korac contro il Real Madrid di Dražen Petrović, nel 1985-86 con Bogdan Tanjević in panchina; nello stesso anno raggiunse anche la finale scudetto. Fu dunque uno dei protagonisti della crescita casertana, ottava (con promozione dall'A2) nel 1983, quarta nel 1984, semifinalista nel 1985 e, appunto, finalista nel 1986.
Nel 1986 passò alla Pallacanestro Trieste e dopo una sola stagione si trasferì alla Fortitudo Bologna per tre stagioni, prima di tornare a Caserta nel 1990-1991, l'anno dello storico scudetto conquistato con molti ragazzi che nella sua precedente esperienza erano nelle giovanili.
A seguito della scomparsa della Juvecaserta, avvenuta nell'estate 1998, Sarti iniziò la stagione al Roseto Basket, squadra al suo primo anno di sempre in Serie A2, per poi fare ritorno nel febbraio 1999 alla Pallacanestro Trieste.
Prima dell'inizio della stagione 1999-2000 lavorò al progetto per la creazione della Pallalcesto Amatori Udine, società di nuova formazione che debuttò nella Serie A2 1999-2000 grazie al titolo sportivo di Vicenza. Sarti ricoprì anche in questo caso il ruolo di gm, costruendo la squadra che centrò la promozione in Serie A1 al primo tentativo.
Nel 2003-2004 fu gm della Pallacanestro Messina che fu impegnata nel primo e unico campionato di Serie A della propria storia, concluso però dalla squadra all'ultimo posto tra difficoltà economiche e societarie che portarono poi alla scomparsa del club.
Nel 2005-2006 divenne il nuovo general manager dello Scafati Basket, formazione che a fine anno conquistò la promozione dalla Legadue alla Serie A, ma la permanenza di Sarti nella società gialloblù si rivelò però breve visto che già nell'ottobre 2005 lasciò per motivi familiari.
Divenuto collaboratore del procuratore Luciano Capicchioni con il ruolo di Director of Player's Skill Development della Interperformances, dal 2007 divenne il responsabile reclutamento e scouting per il settore giovanile del Basket Rimini Crabs.
Con 607 vittorie (e 647 sconfitte), è al quarto posto tra i GM italiani dopo Maurizio Gherardini, Toni Cappellari e Cesare Rubini.